# Brucepattersonius iheringi
Brucepattersonius iheringi је врста глодара из породице хрчкова (лат. Cricetidae). 

## Распрострањење
Врста има станиште у Аргентини и Бразилу.

## Станиште
Врста Brucepattersonius iheringi има станиште на копну.

## Угроженост
Ова врста није угрожена, и наведена је као последња брига јер има широко распрострањење.

### Популациони тренд
Популација ове врсте се смањује, судећи по расположивим подацима.